# Anonymous 4
Pour les articles homonymes, voir Anonymous.
Cet article possède un paronyme, voir Anonyme IV.
Anonymous 4 est un groupe de quatre chanteuses a cappella américaines composé de Jacqueline Horner (puis Ruth Cunningham), Marsha Genensky, Susan Hellauer et Johanna Maria Rose. L'ensemble fondé en 1986 est basé à New York.

## Historique
Anonymous 4 est spécialisé dans l'interprétation de la musique ancienne et traditionnelle de Hildegarde de Bingen à Pérotin, mais aussi des compositeurs contemporains John Tavener et Steve Reich, pour lequel ils ont créé Know What Is Above You en 1999 sur une commande de la radio WNYC.
Le nom du groupe est emprunté à un théoricien anglais anonyme du XIIIe siècle Anonyme IV, source principale de deux compositeurs de l'École de Notre-Dame, Léonin et Pérotin.
Elles ont essentiellement enregistré pour Harmonia Mundi.

## Discographie
- An English Ladymass, Chants polyphoniques des XIIIe et XIVe siècles en l'honneur de la Vierge (1991, HMU 907080) (Fiche sur medieval.org)
- On Yoolis Night, Antiennes, hymnes liturgiques et répons grégoriens, Carols (Noëls), rondeau et motets médiévaux anglais (1993, HM 907099) (Fiche sur medieval.org)
- Love's Illusion, Musique du Codex Montpellier (1994, HMU 2907109) (Fiche sur medieval.org)
- The Lily and the Lamb, chant & polyphonie de l'Angleterre médiévale (1995, HMU 907125) (Fiche sur medieval.org)
- Miracles of Sant'Iago, chant médiéval et polyphonique pour Saint Jean extrait du Codex Calixtinus (1995, HMU 907156) (Fiche sur medieval.org)
- Voices of Light, Un oratorio inspiré du film, La Passion de Jeanne d'Arc (1995, Sony Classical) (OCLC 34024037)
- A Star in the East, musique hongroise de Noël (1996, HCX 3957139) (Fiche sur medieval.org)
- 11000 Virgins, chants pour le chant de St. Ursule (1997, HMU 907200) (Fiche sur medieval.org)
- A Lammas Ladymass, chant & polyphonie des XIIIe et XIVe siècles pour l'assomption de la Vierge (1998, HMU 907222) (Fiche sur medieval.org)
- Legends of St Nicholas, chant médiéval et polyphonique (1998, HMU 907232) (Fiche sur medieval.org)
- 1000 a mass for the end of time, pièces monodiques et polyphoniques du Xe siècle (2000, HMU 907224) (Fiche sur medieval.org)
- The Second Circle, chants d'amour de Francesco Landini (2001 HMU) (OCLC 864336202)
- La Bele Marie, chansons à la Vierge du XIIIe siècle français (2002, HMU 907312) (Fiche sur medieval.org)
- Wolcum Yule - avec Andrew Lawrence-King (Harpe) (2003, HM 907325) (Fiche sur medieval.org)
- American Angels, Songs of Hope, Redemption & Glory (2003, HMU 907326) (OCLC 658940772)
- Darkness into Light, œuvres de John Tavener avec le Quatuor Chilingirian (2003, HMU 907274) (Fiche sur medieval.org)
- L'origine du Feu, Musique et visions d'Hildegarde de Bingen (2004, HMU 907327) (Fiche sur medieval.org)
- Gloryland (2006)